# Stratiomys nigrifrons
Stratiomys nigrifrons är en tvåvingeart som beskrevs av Walker 1849. Stratiomys nigrifrons ingår i släktet Stratiomys och familjen vapenflugor. Inga underarter finns listade i Catalogue of Life.